# Reinhard Schlüter
Reinhard Schlüter (* 20. Januar 1821 in Kleve; † 1. November 1890 in Essen) war Jurist und Mitglied des Deutschen Reichstags.

## Leben
Schlüter besuchte das Gymnasium in Kleve und studierte Rechtswissenschaften in Heidelberg und Berlin von 1841 bis 1844. Er wurde 1848 zum Assessor ernannt und war seit 1850 als Rechtsanwalt und Notar tätig. Von 1850 bis 1858 war er in Heiligenstadt, von 1858 bis 1878 in Witten und seitdem in Essen beschäftigt. Von 1871 bis 1877 war er Mitglied des Provinziallandtages von Westfalen und von 1871 bis 1878 Mitglied des Westfälischen Provinzialständischen Verwaltungsausschusses.
Zwischen 1873 und 1879 war er Mitglied des Preußischen Abgeordnetenhauses für den Wahlkreis Regierungsbezirk Arnsberg 4 Landkreis Hagen und von 1881 bis 1887 des Deutschen Reichstags für den Wahlkreis Regierungsbezirk Düsseldorf 1 (Remscheid, Lennep, Mettmann) und die Deutsche Fortschrittspartei.